# Пазяли
Пазяли — деревня в Игринском районе Удмуртии.

## Общие сведения
Деревня расположена на берегу реки Нязь, впадающей в Лозу, в 25 км к юго-востоку от районного центра — посёлка Игра. В деревне всего одна улица — Родниковая.

## Население
| 2010 | 2012 |
| ---- | ---- |
| 4    | ↘3   |